# Jeux d'Asie du Sud-Est de 1993
Navigation
Édition précédente Édition suivante
La 17e édition des Jeux d'Asie du Sud-Est s'est tenue du 12 au 20 juin 1993 à Singapour. C'est la troisième fois que la cité-état accueille cet événement.

## Pays participants
La compétition a réuni des athlètes provenant de huit nations. Brunei est absent pour la première fois depuis sa première apparition en 1977. Le Cambodge est également absent.
L'Indonésie termine en tête du tableau des médailles pour la septième fois en huit participations. Singapour, pays hôte, est quatrième. Si toutes les nations remportent au moins une médaille, le Laos est la seule à ne remporter aucune épreuve.
| Rang | Nation      | Or | Argent | Bronze | Total |
| ---- | ----------- | -- | ------ | ------ | ----- |
| 1    | Indonésie   | 88 | 81     | 84     | 253   |
| 2    | Thaïlande   | 63 | 70     | 63     | 196   |
| 3    | Philippines | 57 | 59     | 72     | 188   |
| 4    | Singapour   | 50 | 40     | 74     | 164   |
| 5    | Malaisie    | 43 | 45     | 65     | 153   |
| 6    | Viêt Nam    | 9  | 6      | 19     | 34    |
| 7    | Birmanie    | 8  | 13     | 1      | 22    |
| 8    | Laos        | 0  | 1      | 0      | 1     |

## Sports représentés
29 sports sont représentés, soit un de plus qu'en 1991. L'aviron et le softball sont retirés du programme. Le hockey sur gazon et le pencak silat font leur retour tandis que le bateau-dragon est présent pour la première fois.
- Athlétisme
- Badminton
- Basket-ball
- Bateau-dragon
- Billard
- Bowling
- Boxe
- Culturisme
- Cyclisme
- Escrime
- Football
- Golf
- Gymnastique
- Haltérophilie
- Hockey sur gazon
- Judo
- Karaté
- Natation
- Pencak silat
- Sepak takraw
- Squash
- Taekwondo
- Tennis
- Tennis de table
- Tir
- Tir à l'arc
- Voile
- Volley-ball
- Wushu